# Raimondo I di Cardona
Raimondo di Cardona (metà del X secolo – 1012 circa) fu visconte di Cardona dal 1005 circa al 1012 circa.

## Origine
Raimondo, secondo il documento n° 50 della Colección diplomática de Sant Pere de Casserres. Volumen I, datato 994 (non consultato), era figlio del Visconte di Cardona, Wadaldo II e della moglie, Ermetrude, di cui non si conoscono gli ascendenti.

Di Wadaldo non si conoscono gli ascendenti.

## Biografia
Di Raimondo I si hanno poche notizie.
Non si conosce l'anno esatto della morte di suo padre, Wadaldo II, che avvenne tra il 978 ed il 981, in quanto, nel documento n° 6 del Diplomatari de la vila de Cardona, anys 966-1276 (non consultato), datato 18 maggio 981, inerente ad una compravendita viene citata la viscontessa Ermetrude (Ermetruites vicecomitissa), assieme al successore di Wadaldo II, Ermemiro II (Ermimiro vicescomes), che porterebbe a pensare che rimasta vedova, Ermetrude avesse contratto un secondo matrimonio.
Raimondo lo troviamo citato una prima volta, col titolo di visconte, assieme al fratello vescovo (Arnulfo bisbe y Ramon biscompte sos fills), e alla madre, Ermetrude (Ermetrusa viscomptesa) nel documento n° 50 della Colección diplomática de Sant Pere de Casserres. Volumen I (non consultato).
Il documento n° 10 del Diplomatari de la vila de Cardona, anys 966-1276, Raimondo viene citato come visconte assieme alla moglie, Enguncia, e tre figli, Bermondo, Eribalo e Folco (Raimundus vicecomes et coniux mea Enguncia vicecomitissa et filii nostri Bermundus et Eriballus et Fulco), datato 1005 (non consultato).
Raimondo viene citato un'ultima volta in un documento, nel 1010 (Ramon biscompte), nel n° 94 della Colección diplomática de Sant Pere de Casserres. Volumen I (non consultato).
Non si conosce l'anno esatto della morte di Raimondo, che avvenne tra il 1010 ed il 1012, in quanto, nel documento n° 12 del Diplomatari de la vila de Cardona, anys 966-1276 (non consultato), datato 15 luglio 1012 (non consultato), sono citati la moglie, Enguncia ed il figlio, Bermondo, col titolo di visconte (Enguncia vicechomitissa, Bermundo vicechomite), che lascia presumere che il figlio, Bermondo, fosse succeduto al padre.

## Matrimonio e discendenza
Raimondo, in data imprecisata, aveva sposato Enguncia, di cui non si conoscono gli ascendenti, che troviamo citata in diversi documenti: oltre a quelli in cui è citata col marito e col figlio di cui sopra:
- nel documento n° 13 del Diplomatari de la vila de Cardona, anys 966-1276, ancora col figlio Bermondo (Bermundo…vicecomite et Enguncia vicecomitissa), del 1018 (non consultato)[1];
- nel documento n° 105 della Colección diplomática de Sant Pere de Casserres. Volumen I, (Engustia ), del 1020 (non consultato)[1],
- nel documento n° 15 del Diplomatari de la vila de Cardona, anys 966-1276, ancora col figlio Bermondo (Enguntia viceschomitissa et filio meo Bremundo), del 1021 (non consultato)[1];
- nel documento n° 131 del Diplomatari i escrits literaris de l'abat i bisbe Oliba, coi figli, Eribalo e Folco (Eriballus…episcopus…cum fratre meo Fulchone vicecomite ienetrixque nostra Enguncia vicecomitissa), del 1038[3],
- nel documento n° 31 del Diplomatari de la vila de Cardona, anys 966-1276 (Eriballus…episcopus et Enguncia vicecomitissa), del 1039 (non consultato)[1];

Non si conosce la data esatta della morte di Enguncia, ma si conosce la data del suo testamento: 21 Marzo 1039, come da documento n° 30 del Diplomatari de la vila de Cardona, anys 966-1276 (non consultato).
Raimondo da Enguncia ebbe sei figli:
- Bermondo († 1030), Visconte di Cardona, come da documento n° 10 del Diplomatari de la vila de Cardona, anys 966-1276 (non consultato);
- Eribalo († 1040), Visconte di Cardona, vescovo di Urgell, come da documento n° 131 del Diplomatari i escrits literaris de l'abat i bisbe Oliba[3];
- Folco († 1040), Visconte di Cardona, come da documento n° 131 del Diplomatari i escrits literaris de l'abat i bisbe Oliba[3];
- Raimondo († dopo il 1034), citato nel testamento del fratello, Bermondo, come da documento n° 19 del Diplomatari de la vila de Cardona, anys 966-1276 (non consultato);
- Isoardo († prima del 1021), citato nel documento n° 15 del Diplomatari de la vila de Cardona, anys 966-1276 (non consultato);
- Amaltrude († dopo il 1040), citata nel testamento del fratello, Eribalo, come da documento n° 160 della Colección diplomática de Sant Pere de Casserres. Volumen I (non consultato).

### Fonti primarie
- (ES)  #ES Diplomatari i escrits literaris de l'abat i bisbe Oliba.